# オフィスクレッシェンド
株式会社オフィスクレッシェンド（英: Office Crescendo Inc.）は、日本のテレビ番組制作プロダクション。テレビドラマ・舞台の演出家や映画監督のマネージメントも行っている。

## 役員
- 代表取締役社長 - 長坂信人
- 取締役副社長 - 神康幸
- 取締役副社長 - 福冨薫
- 取締役 - 堤幸彦、大根仁、マツモトジュンイチ、小原信治
- 監査役 - 若林亨
- 最高顧問 - 笠井一二

## 所属スタッフ

### プロデューサー
プロデューサー
- 神康幸
- 内山雅博
- 市山竜次
- 中沢晋
- 松永弘二
- 中村英莉
- 木野雅世
- 小林美穂
- 秋元孝之
- 富田好美
- 利光佐和子
- 谷鹿夏希
- 大護彰子

### 演出家・映画監督
- 堤幸彦（取締役）
- 大根仁（取締役）
- 松本淳一（取締役）
- 青山賢治
- 神徳幸治
- 高橋洋人
- 大形美佑葵
- 二宮崇
- 丸谷俊平
- 大場嵩之

### 脚本家・放送作家
- 小原信治（取締役）
- 三枝玄樹
- 川邊優子

## 主な制作作品

### テレビ

#### 現在の作品
テレビドラマ
- なし

情報・バラエティ
- 報道ステーション（テレビ朝日、スタッフ協力扱い）

#### 過去の作品

##### テレビドラマ
- クリスマスキス〜イブに逢いましょう（テレビ東京）
- きっと誰かに逢うために（テレビ東京）
- サイコメトラーEIJI（日本テレビ）
- ぼくらの勇気 未満都市（日本テレビ）
- ハルモニア この愛の涯て（日本テレビ）
- 新・俺たちの旅 Ver.1999（日本テレビ）
- 池袋ウエストゲートパーク（TBS）
- トリック（テレビ朝日）
- 向井荒太の動物日記 〜愛犬ロシナンテの災難〜（日本テレビ）
- 早乙女タイフーン（テレビ朝日）
- ハンドク!!!（TBS）
- リモート（日本テレビ）
- 鋼鉄天使くるみpure（テレビ神奈川）
- 光とともに…〜自閉症児を抱えて〜（日本テレビ）
- 劇団演技者。（フジテレビ）
- 加藤家へいらっしゃい! 〜名古屋嬢っ〜（名古屋テレビ）
- H2〜君といた日々（TBS）
- anego[アネゴ]（日本テレビ）
- アキハバラ@DEEP（TBS）
- 白夜行（TBS）
- 神はサイコロを振らない〜君を忘れない〜（日本テレビ）
- ハケンの品格（日本テレビ）
- ライオン丸G（テレビ東京）
- スシ王子!（テレビ朝日）
- ホタルノヒカリ（日本テレビ）
- 去年ルノアールで（テレビ東京）
- シャワーGirl!（テレビ朝日）
- 貧乏男子 ボンビーメン（日本テレビ）
- 週刊真木よう子（テレビ東京）
- おせん（日本テレビ）
- スクラップ・ティーチャー〜教師再生〜（日本テレビ）
- 未来世紀シェイクスピア（関西テレビ）
- おちゃべり（毎日放送）
- 湯けむりスナイパー（テレビ東京）
- ザ・クイズショウ（日本テレビ）
- 赤鼻のセンセイ（日本テレビ）
- 働くゴン!（日本テレビ）
- サムライ・ハイスクール（日本テレビ）
- 警部補 矢部謙三（テレビ朝日）
- 怪物くん（日本テレビ）
- ホタルノヒカリ2（日本テレビ）
- モテキ（テレビ東京）
- おかげ様で!（中部日本放送）
- おじいちゃんは25歳（TBS）
- 黄金の豚-会計検査庁 特別調査課-（日本テレビ）
- SPEC〜警視庁公安部公安第五課 未詳事件特別対策係事件簿〜シリーズ（TBS）
- バーテンダー（テレビ朝日）
- 高校生レストラン（日本テレビ）
- ダーティ・ママ!（日本テレビ）
- 三毛猫ホームズの推理（日本テレビ）
- あぽやん〜走る国際空港（TBS）
- シェアハウスの恋人（日本テレビ）
- 35歳の高校生（日本テレビ）
- 東京バンドワゴン（日本テレビ）
- リバースエッジ 大川端探偵社（テレビ東京）
- 金田一少年の事件簿N(neo)（日本テレビ）
- きょうは会社休みます。（日本テレビ）
- セカンド・ラブ（テレビ朝日）
- ヤメゴク〜ヤクザやめて頂きます〜（TBS）
- 刑事バレリーノ（日本テレビ）
- 世界一難しい恋（日本テレビ）
- 神の舌を持つ男（TBS）
- 母になる（日本テレビ）
- 警視庁 ナシゴレン課（テレビ朝日）
- 視覚探偵 日暮旅人（日本テレビ）
- 豆腐プロレス（テレビ朝日）
- サヨナラ、えなりくん（テレビ朝日）
- もみ消して冬〜わが家の問題なかったことに〜（日本テレビ）
- ゼロ 一獲千金ゲーム（日本テレビ）
- 俺の話は長い（日本テレビ）
- ＃リモラブ 〜普通の恋は邪道〜（日本テレビ
- ジャパニーズスタイル（テレビ朝日）
- 当確師（テレビ朝日）
- 桜の塔（テレビ朝日）
- ジャパニーズスタイル（テレビ朝日）
- もしも、イケメンだけの高校があったら（テレビ朝日）
- すきすきワンワン!（日本テレビ）
- Get Ready!（TBS）
- 最高の教師 1年後、私は生徒に■された（日本テレビ）
- 癒やしのお隣さんには秘密がある（日本テレビ）
- ノッキンオン・ロックドドア（テレビ朝日）
- コタツがない家（日本テレビ）
- マルス-ゼロの革命-（テレビ朝日）
- 肝臓を奪われた妻（日本テレビ）
- 放課後カルテ（日本テレビ）

##### 情報・バラエティ
- クイズ赤恥青恥（テレビ東京）
- サタっぱち 古舘の日本上陸（テレビ朝日）
- サタッぱち 古舘の買物ブギ!!（テレビ朝日）
- 少年隊夢（フジテレビ）
- 少年タイヤ（フジテレビ）
- 〜空色グラフィティ〜君に会いたくて（テレビ東京）
- クエス・ファイブ（テレビ東京）
- BEAT BANG（テレビ東京）
- ザ・クイズマンショー（テレビ朝日）
  - ザ・クイズマン!（テレビ朝日）
- 美しい男性!（BSジャパン、制作協力）
- 芸能界恥-1グランプリ（TBS、制作協力）
- ネクストプリンセス（テレビ東京）

### 映画
- 金田一少年の事件簿 上海魚人伝説（1997年）
- ケイゾク/映画 Beautiful Dreamer（2000年）
- トリック劇場版（2002年）
- ピカ☆ンチ LIFE IS HARDだけどHAPPY（2002年）
- Jam Films「HIJIKI」（2002年）
- 恋愛寫眞（2003年）
- ピカ☆☆ンチ LIFE IS HARDだからHAPPY（2004年）
- 下弦の月〜ラスト・クォーター（2004年）
- Jam Films S「Tuesday」「α」（2005年）
- サイレン 〜FORBIDDEN SIREN〜（2006年）
- 明日の記憶（2006年）
- トリック劇場版2（2006年）
- 大帝の剣（2007年）
- 自虐の詩（2007年）
- 包帯クラブ（2007年）
- 銀幕版 スシ王子! 〜ニューヨークへ行く〜（2008年）
- 20世紀少年3部作（2008年-2009年）
- まぼろしの邪馬台国（2008年）
- 劇場版TRICK 霊能力者バトルロイヤル（2010年）
- 劇場版 SPEC〜天〜（2012年）
- ツナグ（日テレ×MOVIE 2012年）
- くちづけ（2013年）
- 想いのこし（2014年）
- 悼む人（2015年）
- イニシエーション・ラブ（日テレ×MOVIE 2015年）
- 天空の蜂（2015年）
- バクマン。（2015年）
- 僕だけがいない街（2016年）
- 嫌な女（2016年）
- 真田十勇士（2016年）
- SCOOP!（2016年）
- RANMARU 神の舌を持つ男（2016年）
- 奥田民生になりたいボーイと出会う男すべて狂わせるガール（2017年）
- SUNNY 強い気持ち・強い愛（2018年）
- 人魚の眠る家（2018年）
- 春待つ僕ら（2018年）
- 十二人の死にたい子どもたち（2019年）
- 記憶屋 あなたを忘れない（2020年）
- 望み（2020年）
- 約束のネバーランド（フジテレビムービー 集英社創業95周年記念作品 2020年 平川雄一朗監督）
- ファーストラヴ（2021年 堤幸彦監督）
- 胸が鳴るのは君のせい（2021年）
- ハニーレモンソーダ（2021年）
- ARASHI Anniversary Tour 5×20 FILM “Record of Memories”（2021年）
- 耳をすませば（2022年）
- ミステリと言う勿れ（2023年）

### 音楽

#### MV
- 北出菜奈「撃たれる雨」（2004年）「HOLD HEART」（2004年）
- K DUB SHINE「今なら」（2004年）
- 嵐「PIKA★★NCHI DOUBLE」（2004年）
- Tyler feat.ZEEBRA「STAND STRONG」（2004年）
- OZROSAURUS「ON AND ON」（2004年）
- DJ OASIS「マイク持つDJ」（2004年）
- J「NOWHERE」（2004年）
- SMOOTH ACE「逢いたいね」（2004年）
- kazami「dan-de-li-on」（2004年）
- ZONE「卒業」「glory colors 〜風のトビラ〜」「太陽のKiss」「笑顔日和」（全て2004年）
- 彩乃「知りつくしてほしい」（2004年）
- サンボマスター「月に咲く花のようになるの」（2004年）
- 山咲トオル「真夏のハート」（2004年）
- DJ OASIS feat.宇多丸「世界一おとなしい納税者」（2004年）
- 長瀬実夕「snowy love」（2004年）「Just 4 your Luv」（2004年）
- MCU feat.RYOJI「いいわけ」（2005年）
- MCU feat.宮沢和史「ありがとう」（2005年）
- 藤井フミヤ「さまよう果実」（2005年）「君になる」（2007年）
- GRAPEVINE「アダバナ」（2005年）
- 長渕剛「CLOSE YOUR EYES/YAMATO」（2005年）
- TRA「今さらデビュー」（2005年）「セブンティーン」（2005年）
- ZEEBRA「Oh Yeah」（2005年）
- OZROSAURUS「The Phoenix」（2005年）
- ポルノグラフィティ「ジョバイロ」（2005年）
- DJ MASTERKEY feat.ZEEBRA「GOLDEN MIC」（2005年）
- スチャダラパー「DISCO SYSTEM」（2006年）
- DEPAPEPE「桜風」（2006年）
- GLAY「鼓動」（2007年）